# FFH-Gebiet Wälder bei Bergenhusen
Das FFH-Gebiet Wälder bei Bergenhusen ist ein NATURA 2000-Schutzgebiet in Schleswig-Holstein im Kreis Schleswig-Flensburg in der Gemeinde Wohlde im Norden und Bergenhusen im Süden. Das FFH-Gebiet liegt in der Landschaft Eider-Treene-Sorge-Niederung. Es besteht aus zwei räumlich getrennten Gebieten; einem nördlich gelegenem größerem und einem kleineren südlichen Teil. Es hat eine Fläche von 145 ha. Die größte Ausdehnung liegt in Nordsüdrichtung und beträgt 3,55 km. Die höchste Erhebung mit 37 m über NN liegt auf der FFH-Gebietsgrenze am Südrand des nördlichen Teilgebietes im Waldgebiet Tivoli und der niedrigste Punkt befindet sich mit 1 m über NN am Nordostrand des nördlichen Teilgebietes an der Straße Kleiner Holzkoppelweg zwischen den Einmündungen der Straßen Moehlweg und Ellerbeker Damm im Waldgebiet Hohenhorst. Der nördliche Teil liegt auf dem Geestrücken Stapelholm zwischen den Gemeinden Wohlde und Bergenhusen. Das nördliche Ende bildet der „Wald Hohenhorst“. Zwischen den Straßen Kellweg und Sickertweg liegt der „Wald Sickert“. Westlich des Kirchwegs liegt der „Wald Lehmholz“, an dem sich südlich der „Wald Luisenholz“ anschließt. Am Südrand des Lehmholzes im Gebiet der Gemeinde Wohlde befindet sich ein unter Denkmalschutz stehendes Großsteingräberfeld mit 14 Gräbern (Objektnummer: aKD-ALSH-Nr. 004 002 bis 004 015).

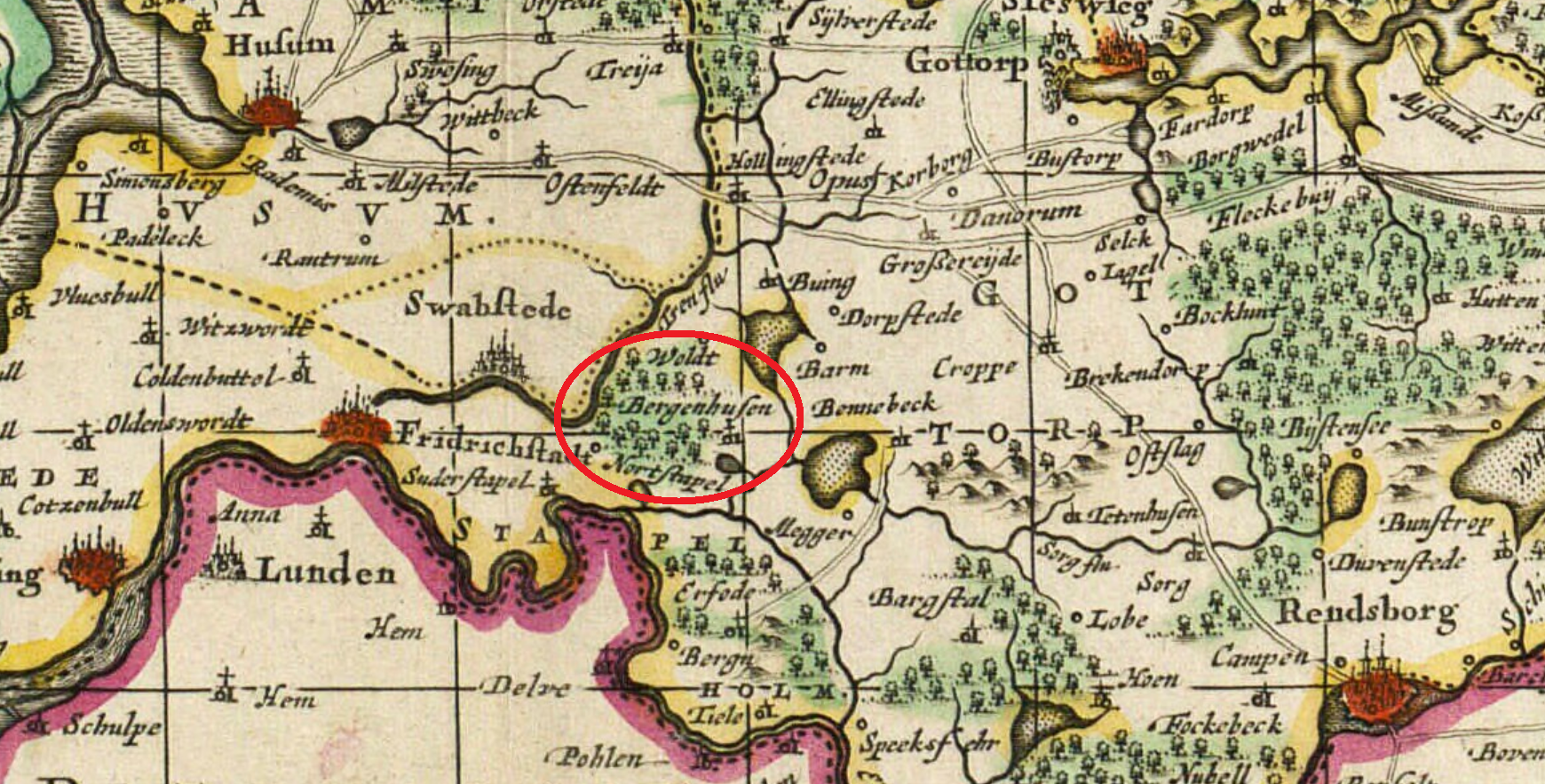
Bild 1: Wald bei Bergenhusen um 1680

Es handelt sich hier um einen historischen Waldstandort, der bereits in der Karte des Herzogtums Schleswig von Janssonius van Waesberge und Moses Pitt aus dem Jahre 1680 und in der dänischen Generalstabskarte aus dem Jahre 1852 als Waldgebiet ausgewiesen war, siehe Bild 1. Am Holzweg, durch eine Wiese getrennt, beginnt der „Wald Tivoli“, der kurz vor der Kreisstraße K8 endet. Der zweite Teil liegt östlich des Ortsteils Brunsholm in der Gemeinde Bergenhusen und nördlich der Straße Brunsholm. Er liegt in Hanglage am Südrand des Geestrückens. In seinem Zentrum befindet sich ein Stillgewässer, eine mit Wasser gefüllte ehemalige Lehmgrube. An dessen Nordrand liegt ein weiteres archäologisch bedeutendes Großsteingräberfeld mit 38 Gräbern nahe Brunsholm (Objektnummer: aKD-ALSH-Nr. 003 588 bis 003 625).

## FFH-Gebietsgeschichte und Naturschutzumgebung

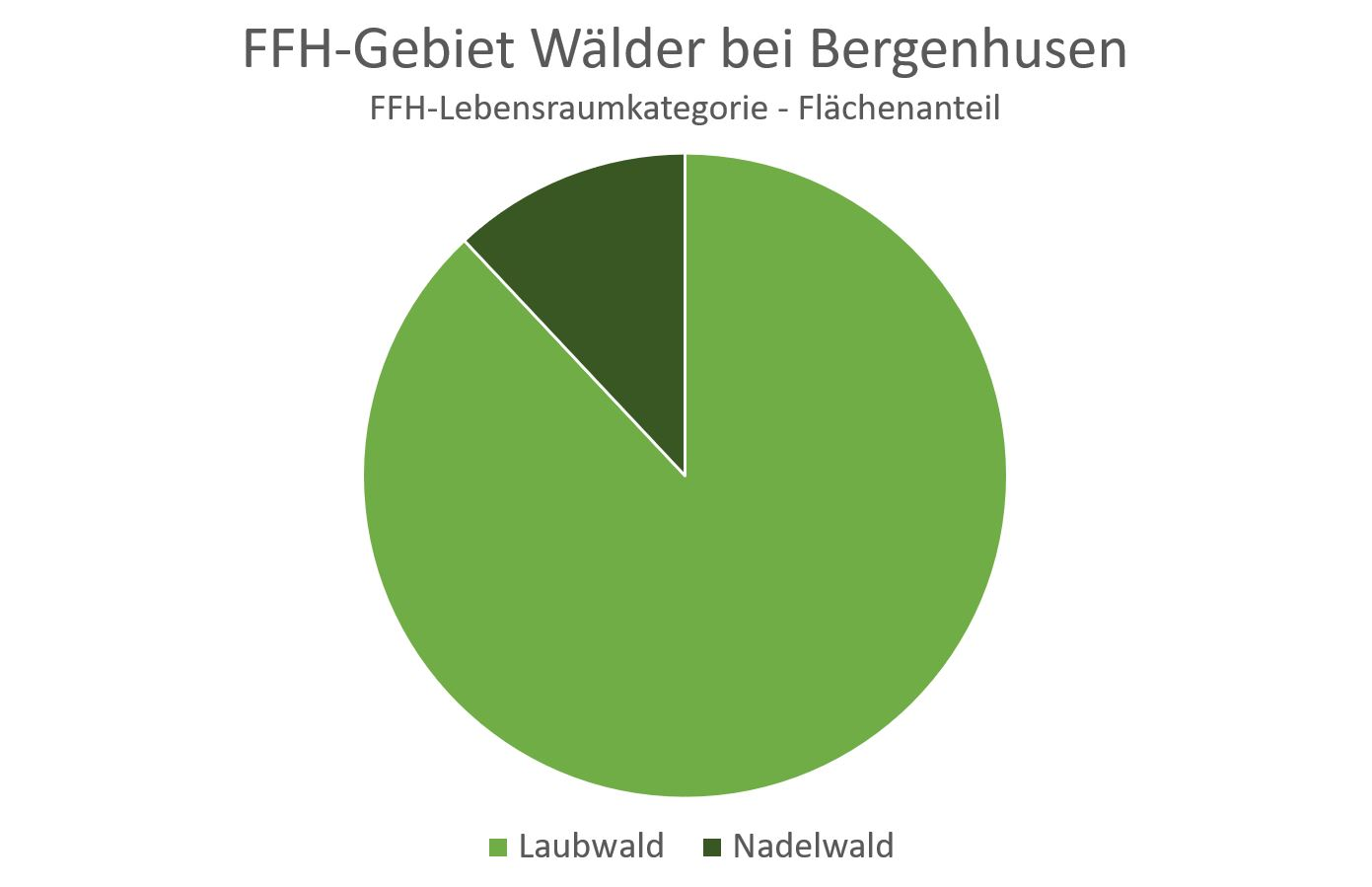
Diagramm 1: FFH-Lebensraumklasse

Der NATURA 2000-Standard-Datenbogen für dieses FFH-Gebiet wurde im November 1999 von der Landwirtschaftskammer Schleswig-Holstein – Forstabteilung erstellt, im August 2000 als Gebiet von gemeinschaftlicher Bedeutung (GGB) vorgeschlagen, im Dezember 2004 von der EU als GGB bestätigt und im Januar 2010 national nach § 32 Absatz 2 bis 4 BNatSchG in Verbindung mit § 23 LNatSchG als besonderes Erhaltungsgebiet (BEG) bestätigt. Der Managementplan für das FFH-Gebiet wurde im Oktober 2006 von der Landwirtschaftskammer Schleswig-Holstein – Forstabteilung veröffentlicht. Die Beauftragung einer Betreuung des Gebietes gem. § 20 LNatSchG durch das Landesamt für Landwirtschaft, Umwelt und ländliche Räume des Landes Schleswig-Holstein (LLUR) ist mit Stand Dezember 2019 nicht erfolgt. Hinweistafeln des Besucher-Informationssystems (BIS) für Naturschutzgebiete und NATURA 2000-Gebiete in Schleswig-Holstein sind vom Landesamt für Landwirtschaft, Umwelt und ländliche Räume des Landes Schleswig-Holstein (LLUR) an den Zugängen oder innerhalb des FFH-Gebietes nicht aufgestellt worden. Ein entsprechendes BIS-Faltblatt ist nicht verfügbar.

## FFH-Erhaltungsgegenstand

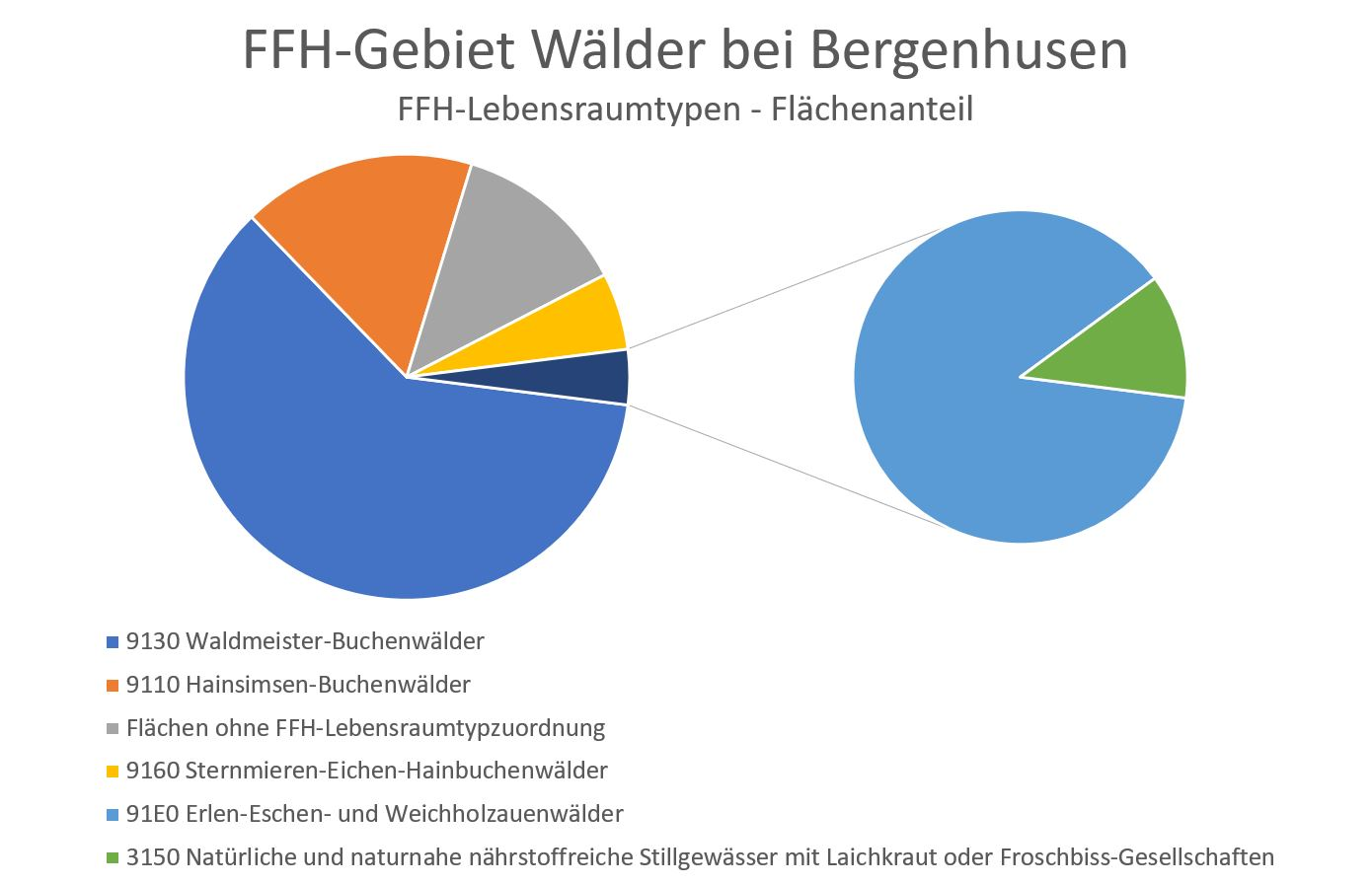
Diagramm 2: FFH-Lebensraumtypen

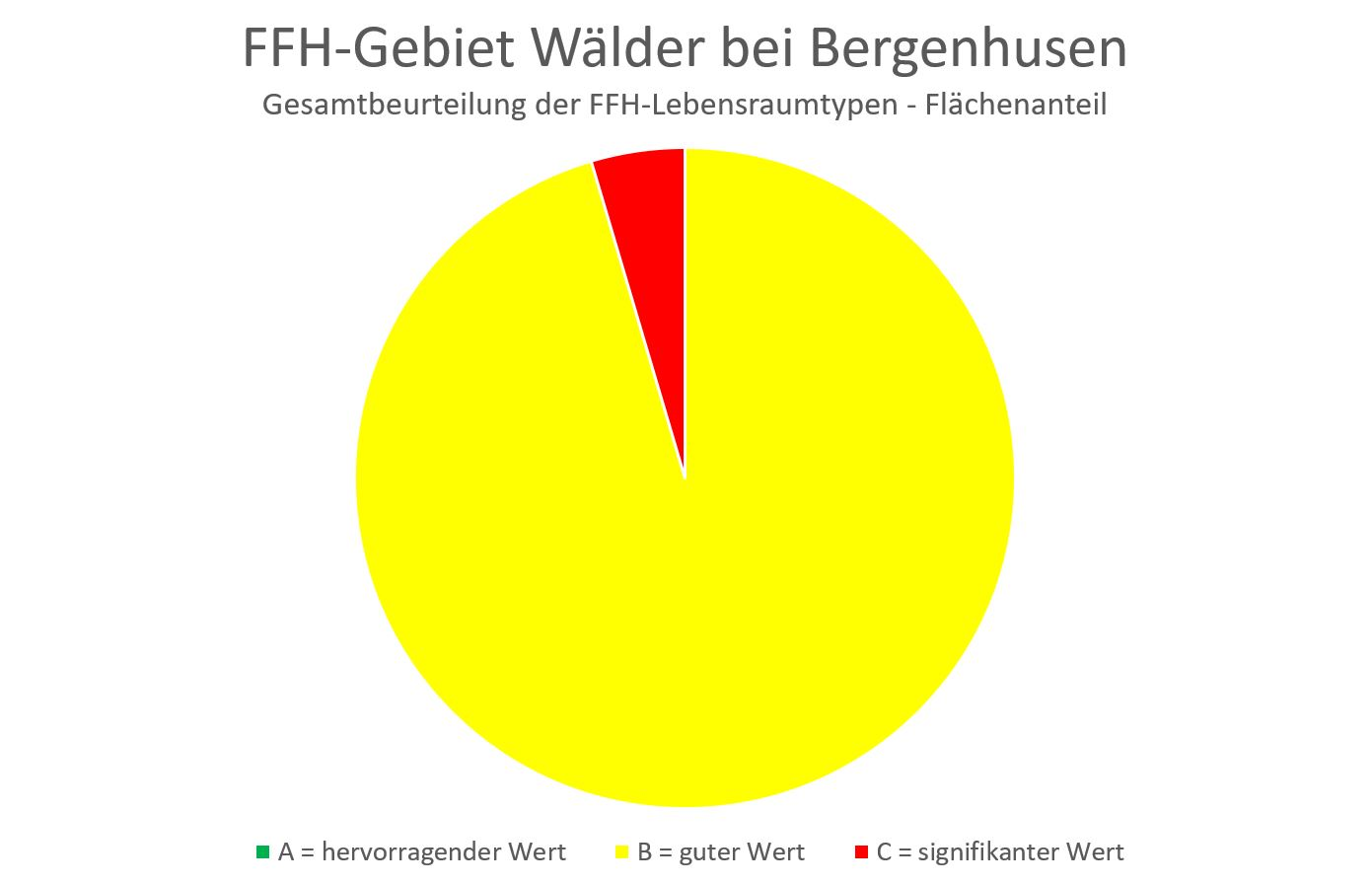
Diagramm 3: Gesamtbewertung im SDB

Laut Standard-Datenbogen vom Mai 2017 sind folgende FFH-Lebensraumtypen und Arten für das Gesamtgebiet als FFH-Erhaltungsgegenstände mit den entsprechenden Beurteilungen zum Erhaltungszustand der Umweltbehörde der Europäischen Union gemeldet worden (Gebräuchliche Kurzbezeichnung (BfN)):
FFH-Lebensraumtypen nach Anhang I der EU-Richtlinie:
- 3150 Natürliche und naturnahe nährstoffreiche Stillgewässer mit Laichkraut oder Froschbiss-Gesellschaften (Gesamtbeurteilung C)[17]
- 9110 Hainsimsen-Buchenwälder (Gesamtbeurteilung B)[18]
- 9130 Waldmeister-Buchenwälder (Gesamtbeurteilung B)[19]
- 9160 Sternmieren-Eichen-Hainbuchenwälder (Gesamtbeurteilung B)[20]
- 91E0* Erlen-Eschen- und Weichholzauenwälder (Gesamtbeurteilung C)[21]

## FFH-Erhaltungsziele
Aus den oben aufgeführten FFH-Erhaltungsgegenständen werden als FFH-Erhaltungsziele von besonderer Bedeutung die Erhaltung folgender Lebensraumtypen und Arten im FFH-Gebiet vom Ministerium für Energiewende, Landwirtschaft, Umwelt und ländliche Räume des Landes Schleswig-Holstein erklärt:
- 3150 Natürliche und naturnahe nährstoffreiche Stillgewässer mit Laichkraut oder Froschbiss-Gesellschaften
- 9110 Hainsimsen-Buchenwälder
- 9130 Waldmeister-Buchenwälder
- 9160 Sternmieren-Eichen-Hainbuchenwälder
- 91E0 Erlen-Eschen- und Weichholzauenwälder

## FFH-Analyse und Bewertung

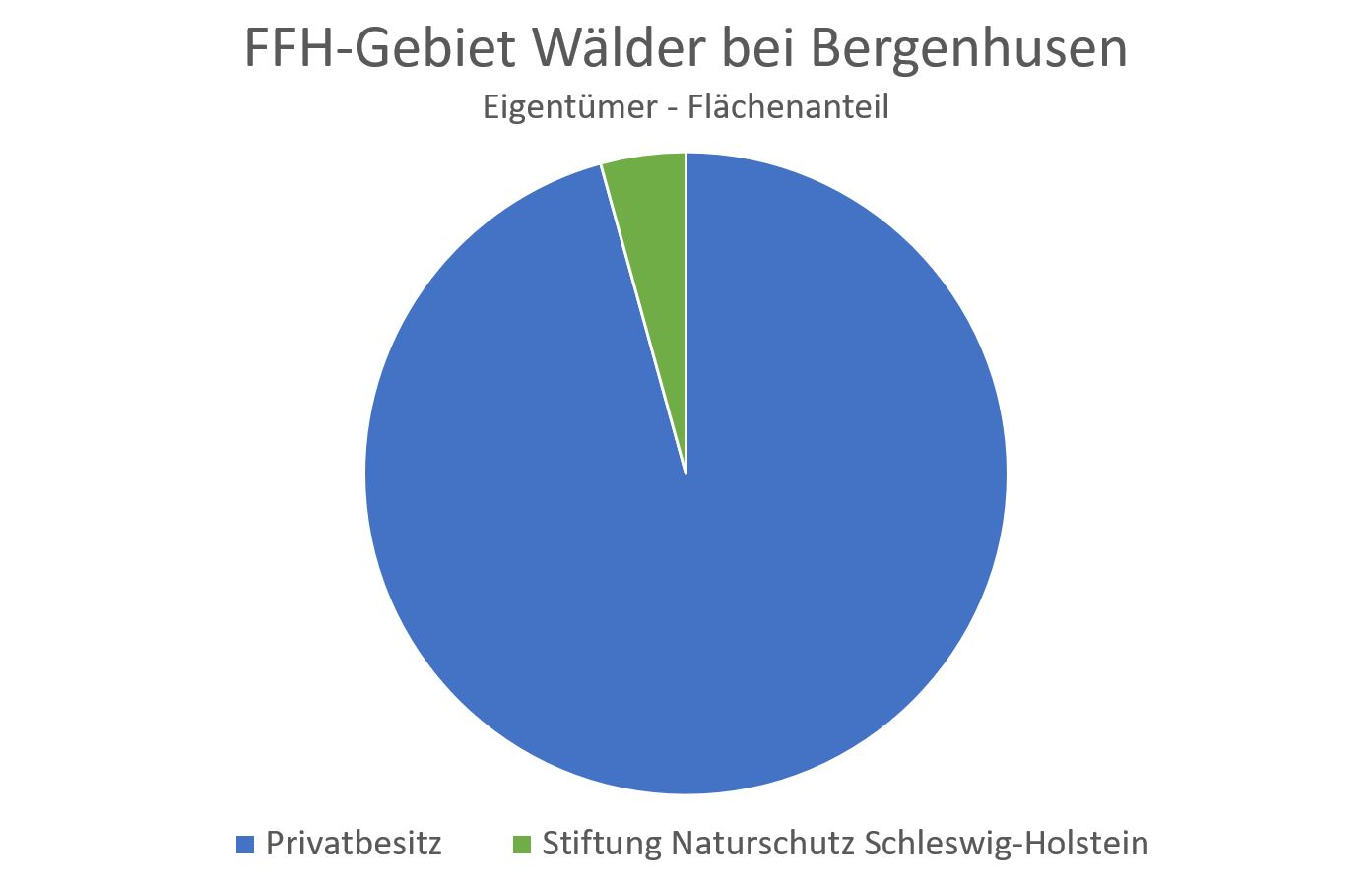
Diagramm 4: Eigentümer

Das Kapitel FFH-Analyse und Bewertung im Managementplan beschäftigt sich unter anderem mit den aktuellen Gegebenheiten des FFH-Gebietes und den Hindernissen bei der Erhaltung und Weiterentwicklung der FFH-Lebensraumtypen. Die Ergebnisse fließen in den FFH-Maßnahmenkatalog ein. Eigentümer von Flächen in FFH-Gebieten haben das Verschlechterungsverbot zu beachten. Das FFH-Gebiet befindet sich zu über 90 % im Besitz von 88 Privateigentümern (Stand Oktober 2006), ein kleiner Teil gehört der Stiftung Naturschutz Schleswig-Holstein. Die Bereitschaft der Privatbesitzer, Flächen an die Stiftung zu verkaufen, war in der Vergangenheit gering. Die Wälder werden zur Brennholzgewinnung in kleinem Maßstab genutzt. Einige Flächen werden gar nicht bewirtschaftet. Über dreiviertel der Flächen haben eine gute Gesamtbewertung im Standard-Datenbogen der EU bekommen. Defizite sind in der Altersstruktur und im Totholzanteil zu finden. Nach dem Zweiten Weltkrieg wurden viele Flächen gerodet und mussten danach wieder aufgeforstet werden. Damit ist der Anteil alter Bäume gering. Die Naturverjüngung ist wegen der hohen Besatzdichte an Rehwild nur in eingezäunten Flächen von Erfolg gekrönt.

## FFH-Maßnahmenkatalog
Der FFH-Maßnahmenkatalog im Managementplan führt neben den bereits durchgeführten Maßnahmen geplante Maßnahmen zur Erhaltung und Entwicklung der FFH-Lebensraumtypen im FFH-Gebiet an. Konkrete Empfehlungen sind in einer Maßnahmenkarte beschrieben. Sie betreffen im Wesentlichen den allmählichen Waldumbau weg von nicht gebietstypischen Nadelwald hin zu Laubmischwald; ein Prozess, der 50 bis 100 Jahre dauern wird. Ein Restbestand alter Bäume in zwei Parzellen im Nordosten soll möglichst erhalten bleiben. Eine Wiedervernässung von trockengelegten Waldarealen wäre wünschenswert. Die Unterhaltung von Entwässerungssystemen sollte eingestellt werden.

## FFH-Erfolgskontrolle und Monitoring der Maßnahmen
Eine FFH-Erfolgskontrolle und Monitoring der Maßnahmen findet in Schleswig-Holstein alle sechs Jahre statt. Der Managementplan wurde 2006 veröffentlicht. Somit wäre 2012 die nächste FFH-Erfolgskontrolle fällig gewesen. Das letzte Folgemonitoring wurde am 21. April 2009 veröffentlicht. Der Unterschied in der Zuordnung von Biotoptypen zwischen der Erstkartierung von 2001 und der Folgekartierung von 2008 liegt im Wesentlichen in der Interpretation von bodensauren gegen mesophilen Laubwäldern nach der Standardliste der Biotoptypen in Schleswig-Holstein (LANU 2003). Hier ist es zu Verschiebungen von bis zu 20 ha hin zu Gunsten des bodensauren Laubwaldes gekommen, ohne dass sich an der realen Biotopstruktur etwas grundsätzlich geändert hätte. Ein aktuelleres Monitoring liegt der Öffentlichkeit mit Stand 3. Dezember 2020 nicht vor.

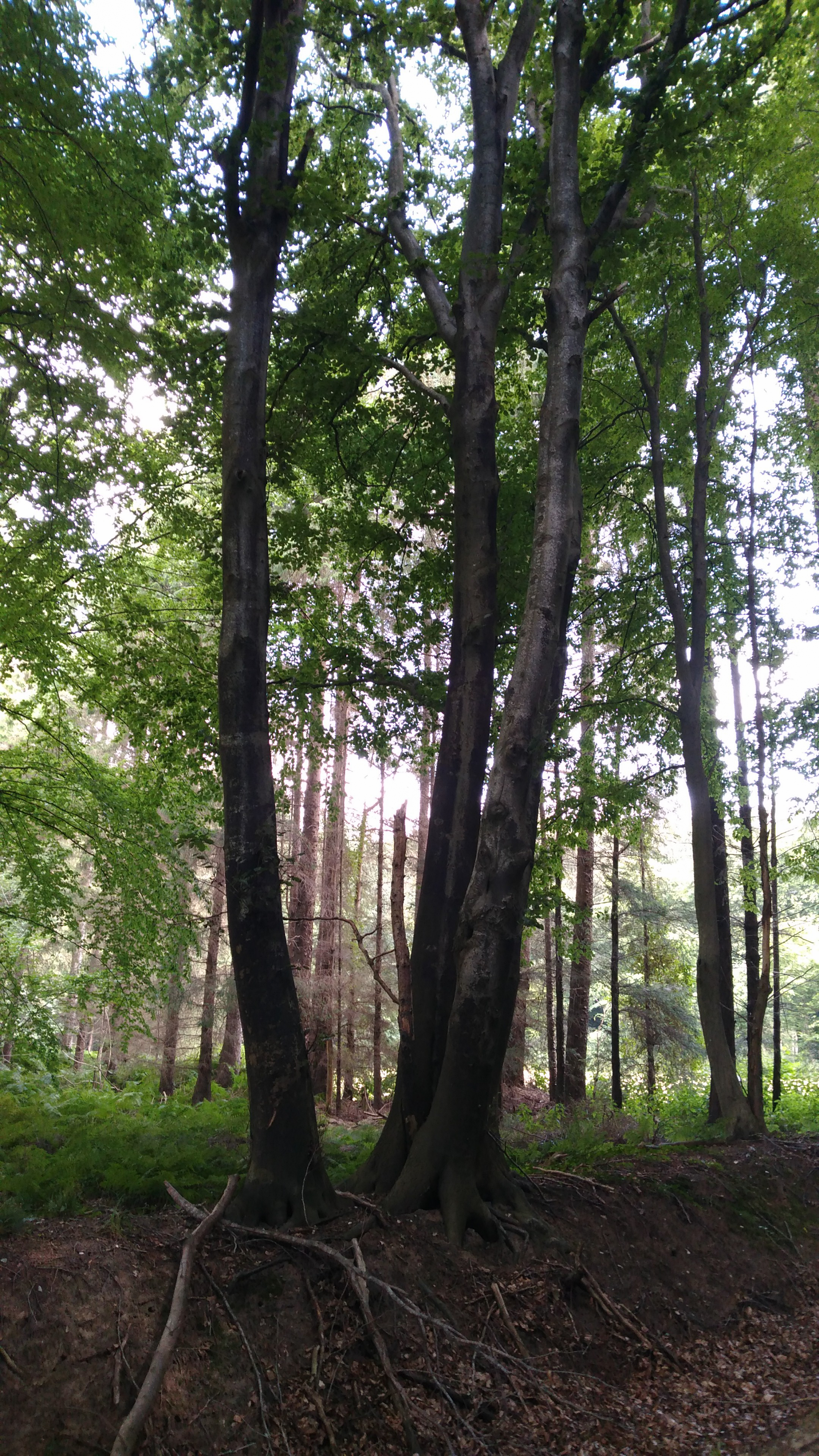
Leischwald am Leischweg
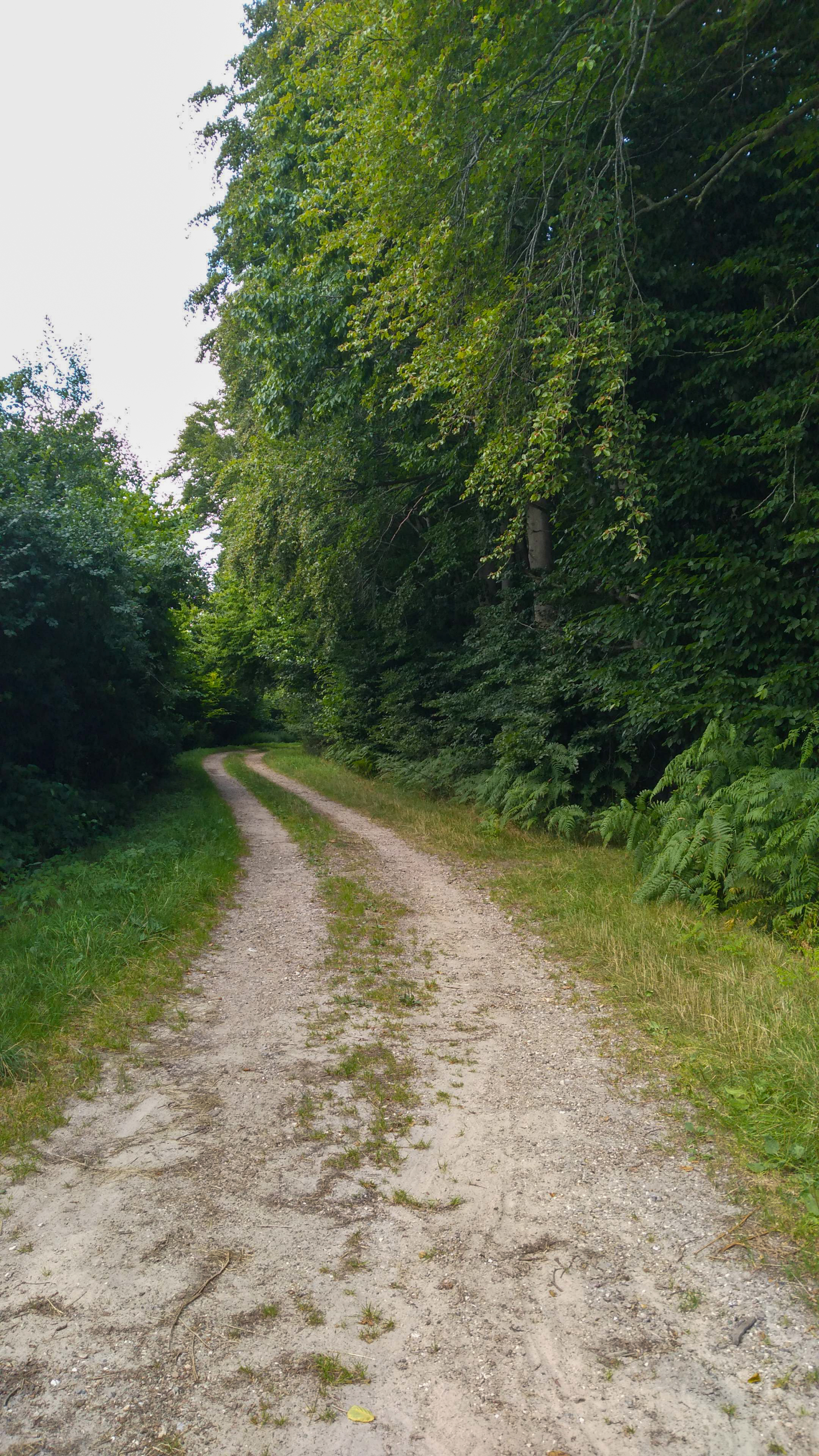
Südostrand des Leischholzes am Holzweg
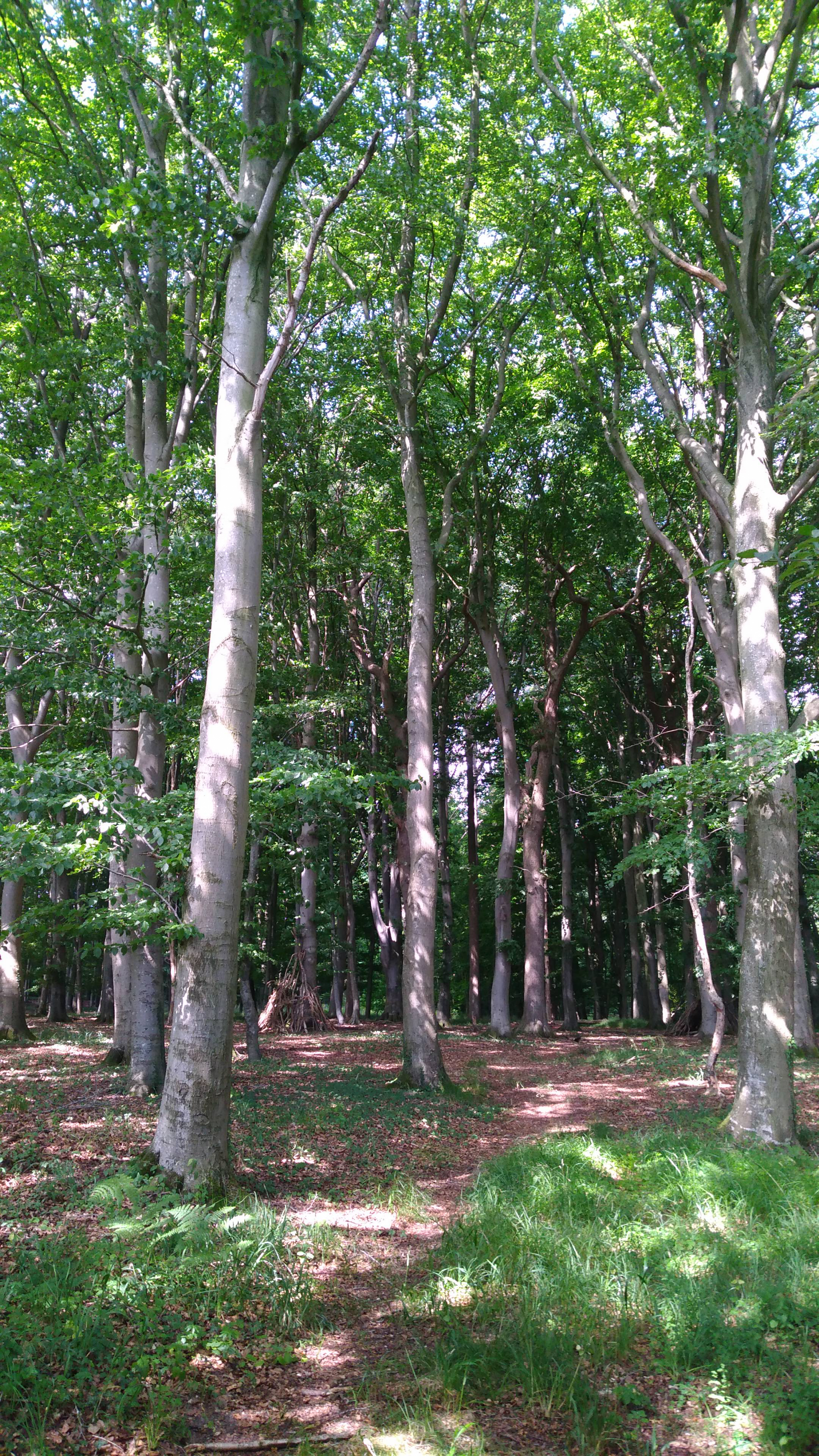
Buchenwald im Südosten des Leischholzes
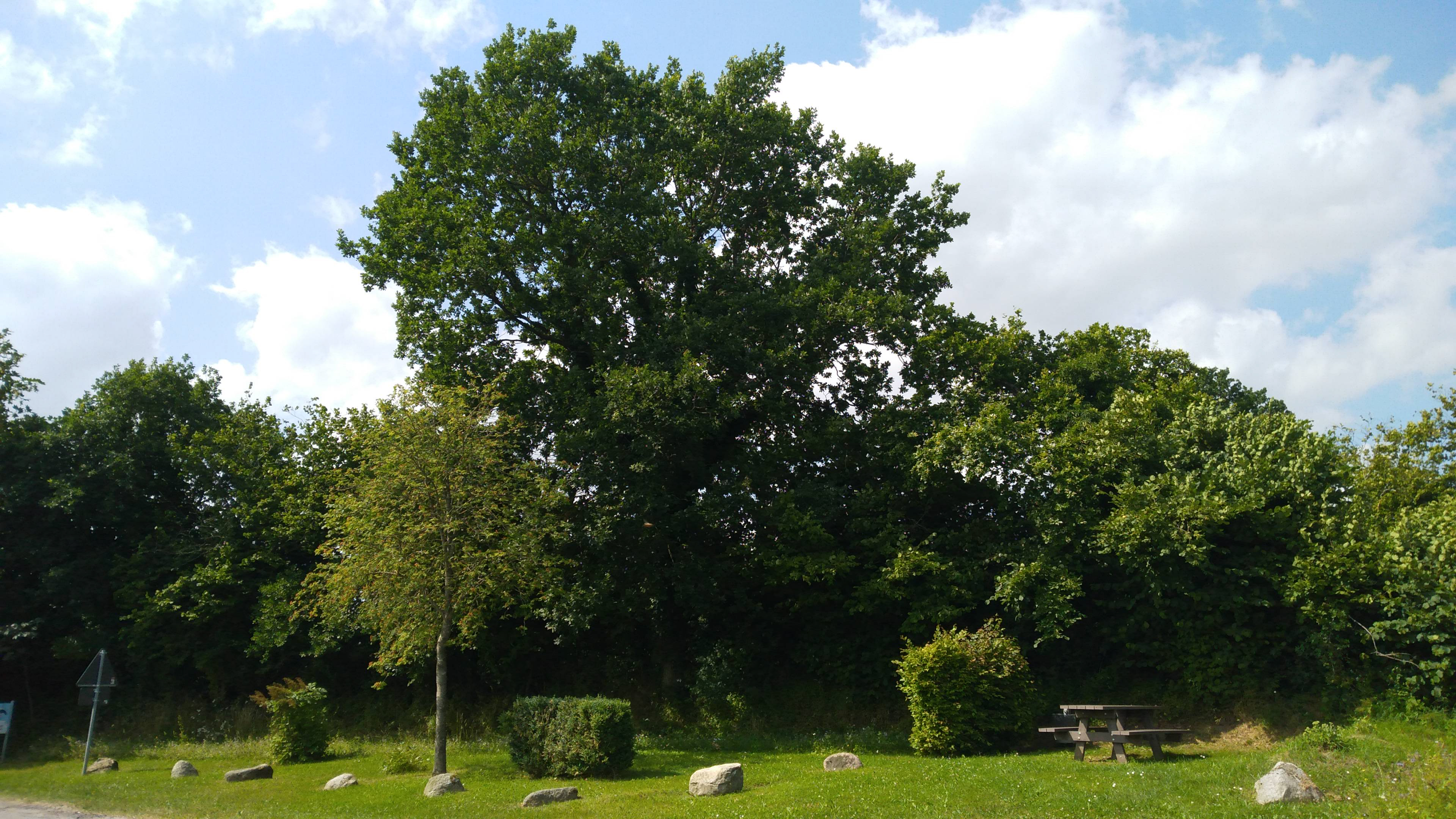
Rastplatz am Wohlder Weg südlich des FFH-Gebietes
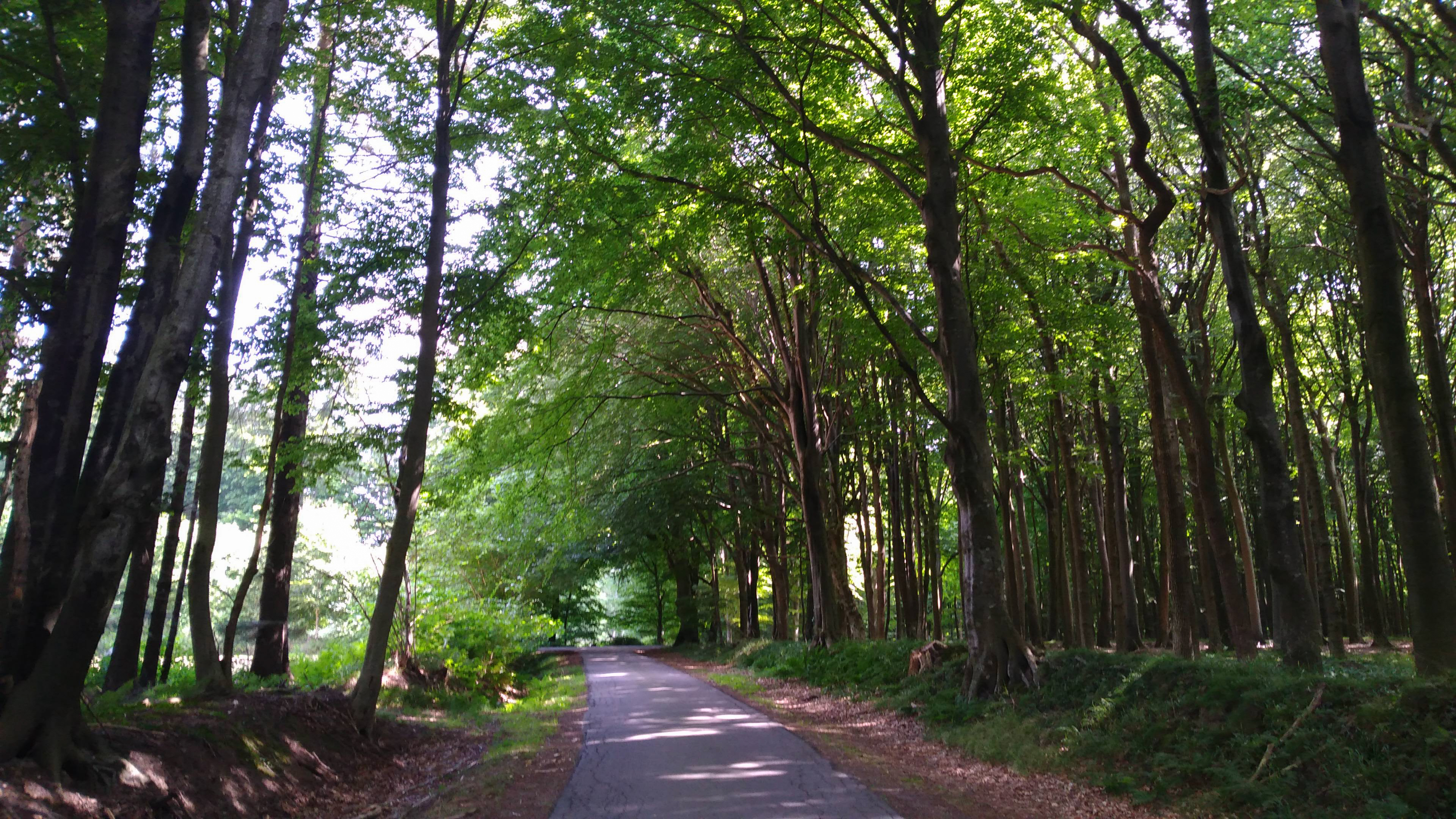
Leischweg Richtung Nordost
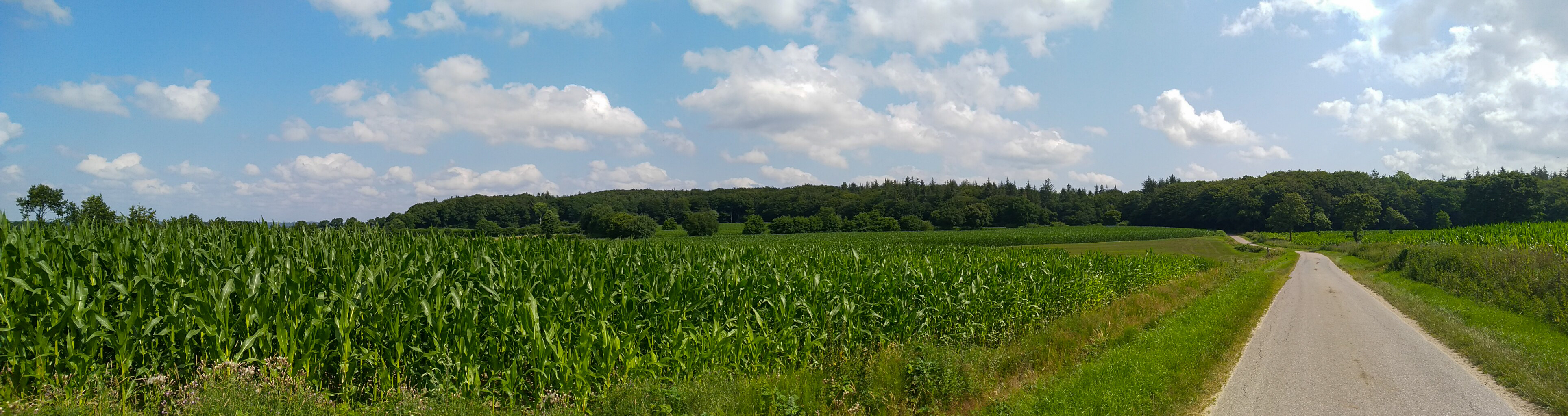
Blick nach Osten auf des Waldgebiet Lehmholz (links) und das Leischholz (rechts)
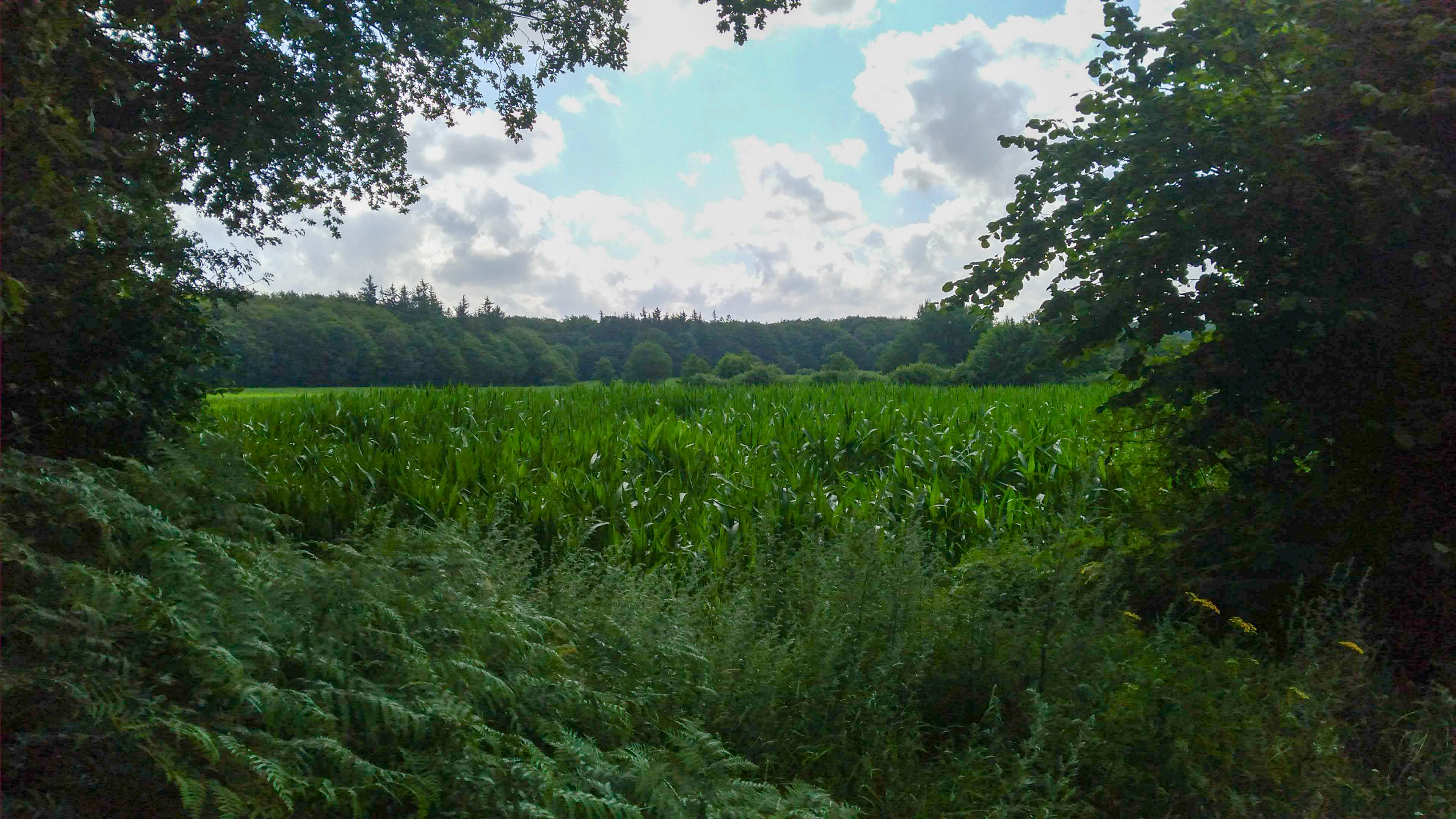
Maisfeld am Südrand des Lehmholzes